# 布季恰尼
布季恰尼（烏克蘭語：Будичани），是烏克蘭北部的村莊，隸屬日托米爾州的日托米爾區。該村始建於1720年，面積2.92平方公里，海拔高度256米，2001年人口964。
50°5′10″N 28°3′41″E / 50.08611°N 28.06139°E